# Miao’ai (sockenhuvudort i Kina, Guizhou Sheng, lat 28,17, long 109,02)
Miao'ai (kinesiska: 妙隘, 妙隘乡) är en sockenhuvudort i Kina. Den ligger i provinsen Guizhou, i den sydvästra delen av landet, omkring 290 kilometer nordost om provinshuvudstaden Guiyang. Antalet invånare är 11 806. Befolkningen består av 5 727 kvinnor och 6 079 män. Barn under 15 år utgör 29,0 %, vuxna 15-64 år 58 %, och äldre över 65 år 12,0 %.